# Recherchesamenwerkingsteam
Het Recherchesamenwerkingsteam (RST) is een gezamenlijk rechercheteam in het Caribisch deel van het Koninkrijk der Nederlanden. Het richt zich op de bestrijding van georganiseerde en zware criminaliteit op Aruba, Curaçao, Sint Maarten en de drie bijzondere gemeentes (BES-eilanden). De rechercheurs komen van de eilanden zelf en uit Europees Nederland. In 2016 bestond het team uit 120 rechercheurs waarvan de meeste op Curaçao waren gestationeerd.
Het rechercheteam werd in 2002 opgericht als een samenwerkingsverband tussen Aruba en de Nederlandse Antillen. Sinds 2004 is de beschikbaarstelling van politieambtenaren formeel geregeld. De samenwerking in het RST werd in 2010 verlengd, toen de Nederlandse Antillen werden opgeheven en Curaçao en Sint Maarten autonoom werden. Tijdens het Justitieel Vierlandenoverleg (JVO) in 2018 werd een reorganisatie van de RST overeengekomen, die van de Curaçaose minister van Justitie Quincy Girigorie de bijnaam RST 2.0 kreeg. De ondertekening is in januari 2019 op Aruba gepland.
In december 2018 kwam het RST in het nieuws, omdat er intern een angstcultuur zou heersen en de verhoudingen met de lokale politiekorpsen stuk zouden lopen. Het Algemeen Dagblad berichtte van een opsporingscrisis op Curaçao waarin de RST en de Curaçaose politie corresponderen per aangetekende brief. Door de crisis houdt de lokale politie zich buiten belangrijke dossiers, zoals van de opsporing van de opdrachtgevers voor de moord op Helmin Wiels.